# كارل أنديرس (عسكري)
كارل أنديرس (بالألمانية: Carl Ulrich Ernst Paul Anders)‏ هو عسكري ألماني، ولد في 31 أغسطس 1893 في فرانتسبورغ في ألمانيا، وتوفي في 28 يناير 1972 في برين أم كيمزيه في ألمانيا.